# IC 1000

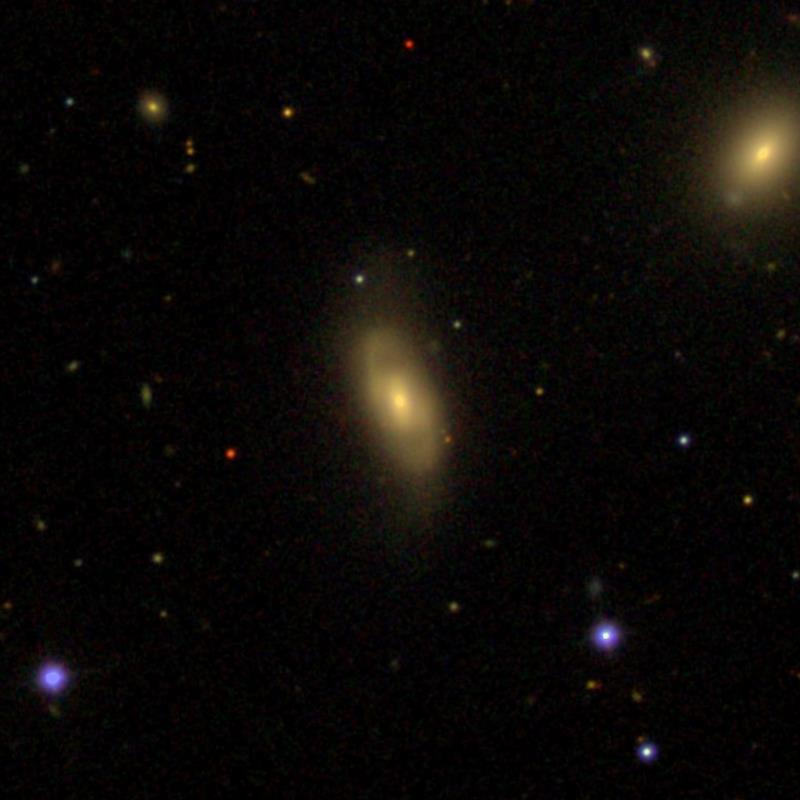
IC 1000

IC 1000 — галактика типу S0 (спіральна галактика) у сузір'ї Волопас.
Цей об'єкт міститься в оригінальній редакції індексного каталогу.